# Aleksej Sergejevič Blagoveščenski
Aleksej Sergejevič Blagoveščenski (rusko Алексей Сергеевич Благовещенский), sovjetski general, vojaški pilot in letalski as, * 5. oktober 1909, † 24. maj 1994.
Med drugo kitajsko-japonsko vojno je s svojim I-15 dosegel 8 samostojnih in 2 skupinski zračni zmagi.